# Настурциевые
Настурциевые (лат. Tropaeolaceae) — семейство двудольных растений, входящее в порядок Капустоцветные, включающее в себя три рода и 80—90 видов травянистых растений, происходящих из Южной и Центральной Америки. Для всех представителей семейства характерны пряные, присущие всем частям растений вкус и аромат, которые связаны с наличием особых клеток, содержащих мирозин; наличие подобных клеток характерно также для семейства Каперсовые.

## Роды
- Magallana
- Tropaeastrum
- Tropaeolum — Настурция